# Мілова Балка
Мі́лова Ба́лка — село в Україні, у Суботцівській сільській громаді Кропивницького району Кіровоградської області. Населення становить 105 осіб.

## Населення
Згідно з переписом УРСР 1989 року чисельність наявного населення села становила 137 осіб, з яких 64 чоловіки та 73 жінки.
За переписом населення України 2001 року в селі мешкало 105 осіб.

### Мова
Розподіл населення за рідною мовою за даними перепису 2001 року:
| Мова       | Відсоток |
| ---------- | -------- |
| українська | 94,29 %  |
| російська  | 4,76 %   |
| білоруська | 0,95 %   |